# 京王遊園
京王遊園（けいおうゆうえん）は、かつて東京都調布市多摩川に存在した、京王帝都電鉄（現・京王電鉄）が経営していた遊園地である。1955年（昭和30年）4月3日、京王多摩川駅付近の「京王多摩川野球場」跡地に開業した。
戦前に現在の京王閣競輪場の場所に存在した遊園地「京王閣」とは異なる施設である（京王遊園は京王閣の東隣に位置していた）。

## 概要
1955年5月1日に創刊された『京王帝都 沿線たより』（現：京王ニュース）第1号2面にも、「よい子の楽園 京王遊園」として京王遊園の紹介記事が掲載されている。「京王遊園は去る四月三日に華々しく開園いたしました。」「多摩川べりにつくられたこの遊園は自然の環境と交通の便に恵まれ、小学校、幼稚園の遠足やお家族連れのピクニックコースとして最適のところです。」として宣伝している。また施設としてすでに「バラ苑」が記載されている。
京王遊園開園の翌年、1956年（昭和31年）6月16日には「東京菖蒲園」が開園（現：。京王遊園の付属施設として開園した。1961年（昭和36年）4月に「京王百花苑」と改称した。京王百花苑の閉園後は欧風庭園に改装して「京王フローラルガーデンANGE」となったが、2021年（令和3年）6月13日をもって閉園した。
1959年（昭和34年）にはプール（後の京王プール）も開設され、多くの客で賑わった。京王遊園は東京都道120号下石原小島線を跨がって所在しており、遊園地エリアとプールエリアを専用陸橋が繋いでいた。
- 遊園地エリア - 現：東京都調布市多摩川7-19 付近
- プールエリア - 現：東京都調布市多摩川5-36 付近

1966年（昭和41年）の日活映画『愛して愛して愛しちゃったのよ』で、主人公の休日の立ち寄り先のロケ地として京王遊園が撮影協力しており、当時の園内の様子を知ることができる。なお京王遊園は日活調布撮影所の付近にあった。
1971年（昭和46年）に遊園地の営業を終了。1990年前後には京王プールも営業を終えている。
閉園後、遊園地エリアには「京王テニスクラブ」が開業、プールエリアは住宅地となり現在に至る。